# Elattostachys aiyurensis
Espèce
Statut de conservation UICN

 VU D2 : Vulnérable
Elattostachys aiyurensis est une espèce de plantes de la famille des Sapindaceae.

## Publication originale
- Blumea 36(2): 543. 1992.